# مرجان نازقلیچ
مرجان نازقلیچ (زاده ۱۳۵۳ - درگذشته ۱۳۹۴) فرماندار بندر ترکمن بود. او پیشتر سمت‌هایی چون بخشدار مرکزی بندر ترکمن و مشاور زنان فرماندار این شهرستان را بر عهده داشته‌است. او نخستین فرماندار زن، ترکمن و اهل سنت در استان گلستان و نخستین فرماندار زن در شمال ایران بود. امامان جمعه اهل سنت و شیعهٔ این شهرستان با انتصاب او بدین سمت مخالفت کرده بودند ولی او پس از انتصاب به دیدار امام جمعه رفت.

## سوابق
مرجان نازقلیچی (۱۳۵۳–۱۳۹۴)، فرماندار بندرترکمن و سومین فرماندار زن جمهوری اسلامی ایران بود. مدرک تحصیلی وی لیسانس در رشته‌های علوم تربیتی و حقوق قضایی بود. وی در سال ۱۳۸۱به عنوان کارشناس امور بانوان فرمانداری شهرستان ترکمن وارد وزارت کشور ایران شد و از سال ۸۳تا ۸۵بخشدار مرکزی این شهرستان می‌بود.
- فرماندار بندرترکمن
- دعوت و شرکت در کنفرانس بین‌المللی وحدت از سوی مجمع جهانی تقریب مذاهب طی سالهای متوالی ۹۲–۱۳۸۹.[۷]

## درگذشت
نازقلیچ که از جمله مسئولین کاروان‌های حج بود، در پی حادثهٔ منا مفقود شده بود. اما معاون سیاسی، امنیتی استاندار گلستان اعلام کرد که وی پس از مصدومیت، به بیمارستانی در مکه اعزام و از ناحیه پا و ستون فقرات دچار مصدومیت شده‌است. در آخر سازمان حج و زیارت اعلام نمود وی نیز از جملهٔ درگذشتگان واقعه گشته‌است.

## مستند رویای مرجان
مستند «رویای مرجان» به کارگردانی محسن اسلام‌زاده و کتاب «کعبه بوی بهشت می‌دهد» در مورد شخصیت این زن ساخته شده است.